# NGC 1594
NGC 1594 (другие обозначения — IC 2075, MCG -1-12-14, NPM1G -05.0197, IRAS04284-0554, PGC 15348) — галактика в созвездии Эридан.
Этот объект входит в число перечисленных в оригинальной редакции «Нового общего каталога».
Координаты объекта, указанные Свифтом, отличаются от истинных на 17 секунд прямого восхождения. Поэтому Гийом Бигурдан, наблюдая тот же объект, подумал, что он открыл новую галактику, и занёс объект во второй Индекс-каталог.